# Stratiomys norma
Stratiomys norma är en tvåvingeart som beskrevs av Christian Rudolph Wilhelm Wiedemann 1830. Stratiomys norma ingår i släktet Stratiomys och familjen vapenflugor. Inga underarter finns listade i Catalogue of Life.